# Mossia
Mossia (лат.) — монотипный род суккулентных растений семейства Аизовые (Aizoaceae), подсемейства Ruschioideae, произрастающий на территории Лесото и Южно-Африканской Республики. На 2023 год, включает один вид — Mossia intervallaris.

## Название
Родовое латинское (научное) название Mossia дано в честь доктора Чарльза Э. Мосса (Charles E. Moss, 1870-1930), британского ботаника, который эмигрировал в Южную Африку в 1917 году.
Из-за отсутствия официального русскоязычного названия рода в авторитетных источниках, вероятное произношение на русском языке может быть сформировано как «Моссия».

## Ботаническое описание
Mossia intervallaris — миниатюрное, стелющиеся многолетние растение. Стебли имеют диаметр от 1 до 1,5 мм, они жилистые до слегка деревянистых и характеризуются отчетливыми узлами и междоузлиями. В начале своего развития они розовато-зеленые, но со временем стареют и приобретают коричневый оттенок. Листья супротивные и одинаковые, сросшиеся у основания. Их форма может варьировать от треугольных до булавовидных, а размер обычно не превышает 10 мм. Листья гладкие и их цвет может изменяться от матового цвета морской волны до темно-зеленого.
Цветки одиночные и расположены в верхушечной части стебля. Они почти сидячие или имеют короткую цветоножку, а их диаметр составляет примерно 10 мм. Цветки открываются ночью и имеют слегка сладковатый аромат. Чашелистиков у цветка 5, они практически равны и соединены у основания в короткую трубку овально-треугольной формы. Лепестки расположены в 1 или 2 рядах, вставлены у основания трубки чашелистиков и имеют разнообразную форму — от узколинейных до сублопатчатых. Лепестки грязно-белого цвета с легким кремовым оттенком. Тычинки стоят прямо или слегка изогнуты, а внутренний край у основания тычинок образует бороду. Пыльца имеет желтоватый цвет. Нектарник темно-зеленый и обладает зубчатым кольцом, разделенным на 5 частей, соответствующих чашелистикам. Завязь глубоко вогнутая сверху, а рыльца (5 или 6 штук) шиловидные, длиной 2 мм, загнуты наружу. Плод — коробочка с 5 или 6 гнездами, напоминающую плоды рода Delosperma, но без створок. Семена имеют яйцевидную форму и гладкую поверхность.

## Таксономия
Mossia N.E.Br., первое упоминание в Gard. Chron., ser. 3, 87: 71. (1930).

### Виды
Согласно данным сайта WFO Plantlist на июнь 2023 года, род состоит из 1 вида:
- Mossia intervallaris (L.Bolus) N.E.Br.